# Lithops marmorata
Lithops marmorata es una especie de planta suculenta perteneciente a la familia  Aizoaceae que es nativa de Sudáfrica. 

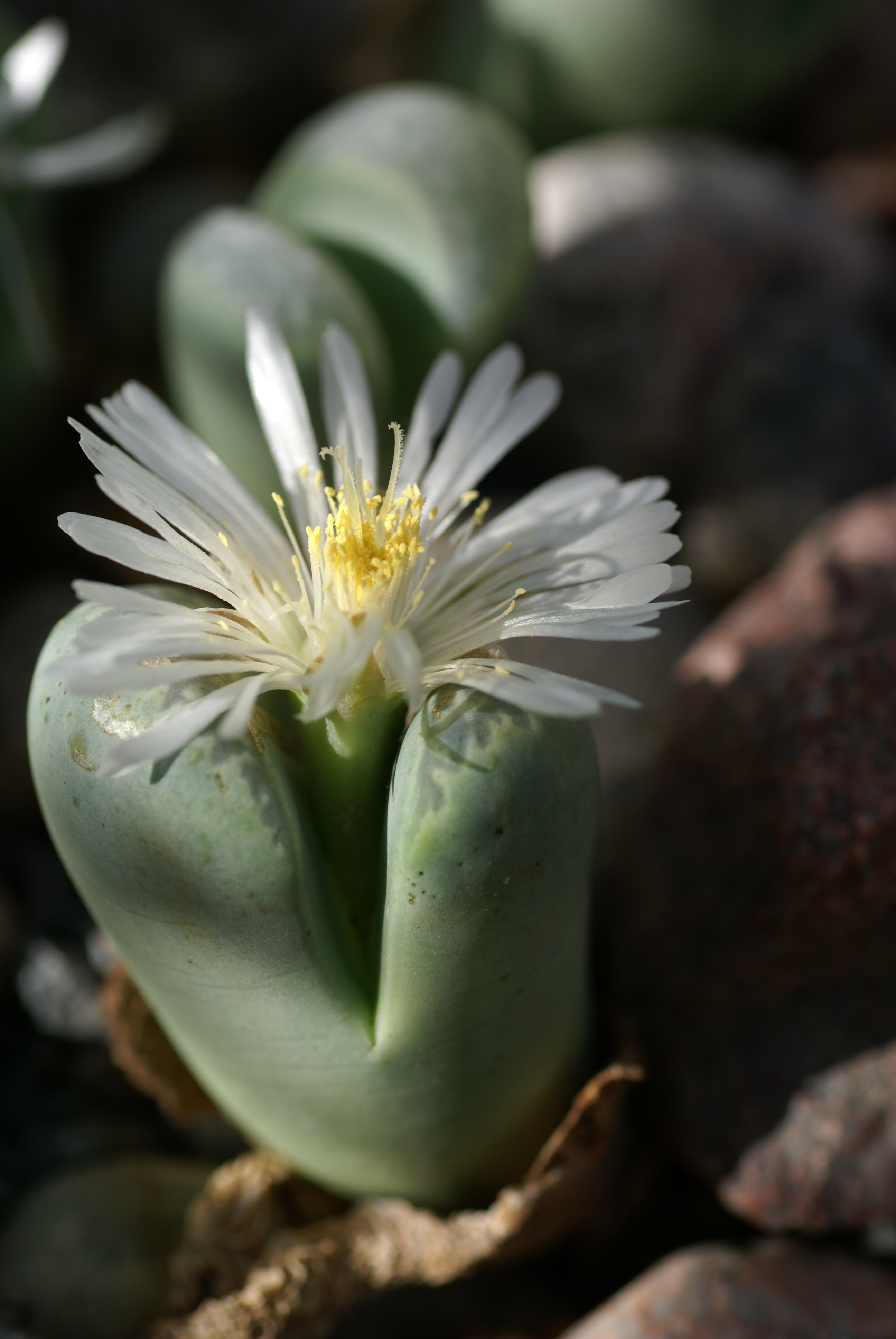
Detalle de la planta

## Descripción
Como ocurre en todas las especies del género Lithops, el cuerpo de la Lithops marmorata tiene forma cilíndrica o cónica con una superficie plana, y está formado por dos hojas acopladas, divididas por una fisura por donde aparece la flor. De la fisura entre las dos hojas brotan, en periodo vegetativo, otras dos nuevas hojas, y en cuanto estas se abren, las antiguas se agostan. Alcanza una altura de 10 cm.

## Floración
La flor es de pétalos blancos y tiene el centro de color amarillo.

## Taxonomía
Lithops marmorata fue descrita por (N.E.Br.) N.E.Br., y publicado en Gard. Chron. III, 71: 80 1922.
Etimología
Lithops: nombre genérico que deriva de las palabras griegas: "lithos" (piedra) y "ops" (forma).
marmorata: epíteto latino que significa "jaspeado".
Sinonimia
- Mesembryanthemum marmoratum N.E.Br. (1920)
- Lithops marmorata var. elisae (de Boer) D.T.Cole
- Lithops elisae de Boer (1961)
- Lithops diutina L.Bolus (1932)
- Lithops framesii L.Bolus (1930)
- Lithops herrei f. albiflora H.Jacobsen (1955)
- Lithops umdausensis L.Bolus (1932)[3]